# Hugh McVay
Hugh McVay, född 1766 i South Carolina, död 9 maj 1851 i Lauderdale County, Alabama, var en amerikansk demokratisk politiker. Han var guvernör i delstaten Alabama mellan 17 juli och 22 november 1837.
McVay var verksam som lantmätare i Madison County som grundades år 1808. Första hustrun Polly avled 1817 och McVay flyttade snart därefter till Lauderdale County. Han gifte om sig 1827 med Sophia W. Davison. Det andra äktenskapet slutade med skilsmässa.
McVay valdes 1836 till talman i Alabamas senat med en rösts marginal. I den egenskapen tillträdde han i juli 1837 guvernörsämbetet efter att Clement Comer Clay hade avgått. McVay efterträddes senare samma år som guvernör av Arthur P. Bagby.